# Villanueva de los Infantes (Ciudad Real)
Villanueva de los Infantes – gmina w Hiszpanii, w prowincji Ciudad Real, w Kastylii-La Mancha, o powierzchni 135,06 km². W 2011 roku gmina liczyła 5727 mieszkańców.